# Silberhort von Anklam
Der Silberhort von Anklam, auch Silberschatz von Anklam, ist ein 2010 geborgener Lesefund, der zu großen Teilen aus Hacksilber besteht. Er wurde im Umfeld der archäologischen Untersuchungen für die Trasse der Ostsee-Pipeline-Anbindungsleitung (OPAL) in der Nähe des Handelsplatzes Menzlin in Mecklenburg-Vorpommern entdeckt. Zu den Fundstücken gehören 82 frühmittelalterliche Münzfragmente (fünf sind vollständig) und ein massiver, im Wolgagebiet hergestellter Silberarmring.
2008 wurde nahe Butzow bei Anklam im damaligen Landkreis Ostvorpommern ein bronze- und eisenzeitlicher Siedlungsbereich ausgegraben. Bei Prospektionen im Umfeld der Ausgrabung wurden eine Münze und zehn Münzfragmente gefunden und als Hinweise auf ein Hacksilberdepot gedeutet. 2009 wurde eine weitere Münze gefunden. Bei einer systematischen Nachsuche im Jahr 2010 wurden weitere Münzen, Münzfragmente sowie vier Barrenfragmente und ein vollständiger Armring vom Permer Typ gefunden.
Die Funde lagen verstreut auf einer Fläche von 20,0 × 30,0 m. Durch Vermessung der Einzelfunde konnte eine Konzentration ermittelt werden, in deren Zentrum die Bodenscherbe eines frühslawischen Tongefäßes gefunden wurde. Damit konnte der ursprüngliche Ort des zerpflügten Hacksilberdepots am Rand der slawischen Siedlung ermittelt werden.
Obwohl die Silberstücke nur wenige Zentimeter tief in der Humusschicht eines Ackers lagen, sind sie sehr gut erhalten. Bei den 82 Münzen und Münzfragmenten mit einer Gesamtmasse von 200 Gramm handelt es sich um persische und arabische Prägungen aus dem 7. bis 9. Jahrhundert. Die ältesten wurden während der Regierungszeit des sassanidischen Großkönigs Chosrau II. (590 bis 628) geprägt. Wahrscheinlich wurde die Münzen von Handel treibenden Wikingern in die Region gebracht. Diese unterhielten bei Menzlin, im Gebiet des heutigen Flächennaturdenkmals Altes Lager einen Handelsplatz.
Die Funde sollen künftig im Archäologischen Landesmuseum zu sehen sein.